# Sylvester Graham
Sylvester Graham (5 de juliol de 1794 - 11 de setembre de 1851), va ser un nutricionista estatunidenc, creador de la farina Graham i de la galeta Graham.

## Biografia
Sylvester Graham va ser un ministre presbiterià americà (ordenat el 1826) que predicava l'abstinència i posava èmfasi en dietes vegetarianes i amb farina integral. Va ser conegut per les seves galetes graham. El seu Journal of Health and Longevity (Revista de la Salut i Longevitat).
També va realitzar alguns remeis vegetarians per curar algunes addiccions com l'alcoholisme.